# Dirk Valkenburg
Dirk Valkenburg (Amsterdã, 17 de fevereiro de 1675 – Amsterdã, 2 de fevereiro de 1721), foi um pintor da Idade de Ouro dos Países Baixos, conhecido por suas paisagens exóticas, naturezas-mortas com flores e frutas, cenas de caça e pinturas de aves.

## Biografia
Dirk Valkenburg nasceu em Amsterdã, em 1675. É possível que Valkenburg fosse filho de um mestre-escola e tenha demonstrado talento artístico desde cedo. Recebeu aulas de pintura com Michiel van Musscher, mas interrompeu os estudos quando seu pai foi transferido para Kampen. Depois, foi apoiado pelo prefeito de Vollenhove, que financiou sua formação e forneceu materiais de pintura. Posteriormente, tornou-se aprendiz de Jan Weenix, com quem estudou por dois anos.
Já atuando de forma independente, Valkenburg trabalhou nas províncias de Guéldria e Overissel, onde produziu painéis decorativos para lareiras e sobreportas.
Em 1696, viajou à Alemanha, onde conheceu o barão Johann Anton Knebel von Katzenelnbogen, bispo de Eichstätt. Recusou uma proposta de trabalho de Luís Guilherme de Baden-Baden, pois pretendia ir a Roma. No entanto, optou por seguir para Viena, onde, em 1698, produziu diversas obras para o príncipe João Adão I de Liechtenstein. Após esse período, retornou aos Países Baixos.
De volta à Holanda, foi contratado pelo estatuder Guilherme III para colaborar na decoração do Palácio Het Loo. Como forma de agradecimento, recebeu doze garrafas de vinho da Borgonha. Mais uma vez recusou um convite de corte, desta vez do rei Frederico I da Prússia.
Após casar-se com uma mulher descrita nas fontes como uma "Xântipe furiosa" — referência à esposa temperamental de Sócrates — Valkenburg aceitou uma proposta do político e erudito Jonas Witsen.
Entre 1706 e 1707, Valkenburg foi enviado ao Suriname, colônia holandesa na América do Sul, com a missão de pintar aves e plantas raras nas terras de Witsen, bem como desempenhar funções administrativas. Para financiar a viagem, recebeu um empréstimo de 200 florins e ofereceu três naturezas-mortas como garantia.
Naquele ano, a plantação contava com apenas três homens brancos (incluindo Valkenburg) e 148 pessoas escravizadas.
Após cerca de dois anos, retornou aos Países Baixos gravemente enfermo.
Segundo o RKD (Instituto Neerlandês de História da Arte), Valkenburg foi aluno de Michiel van Musscher, Herman van Vollenhove e Jan Weenix. Sua obra mescla a tradição decorativa holandesa com observações diretas de ambientes naturais e coloniais.

## Legado e Recepção
Desde 2010, o artista contemporâneo Willem de Rooij desenvolve a primeira monografia dedicada à vida e obra de Dirk Valkenburg, com o objetivo de reavaliar sua importância dentro e fora da história da arte neerlandesa.

## Galeria

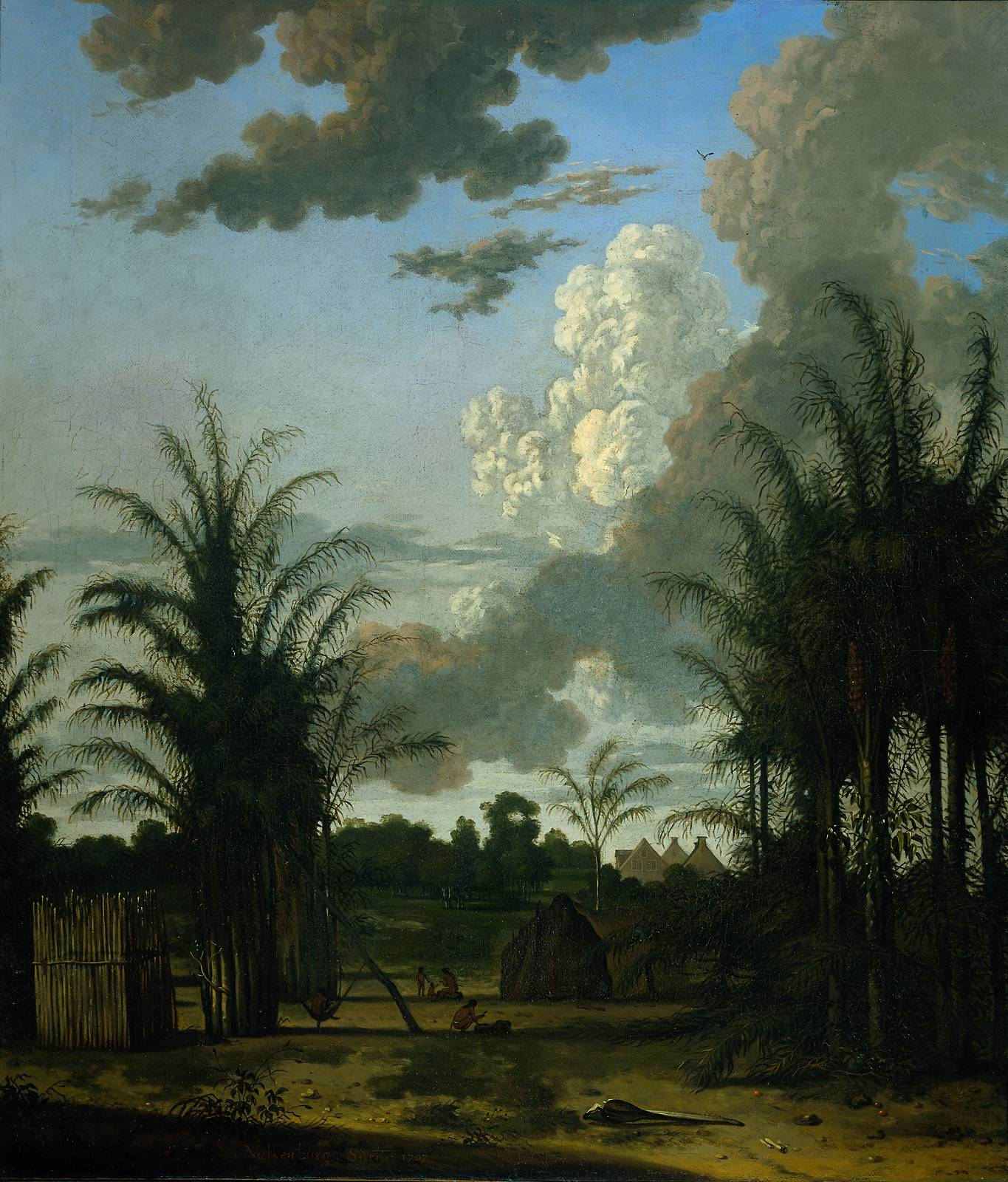
Plantação no Suriname (1707).
Plantação de açúcar Waterlant no Suriname, início do século XVIII.
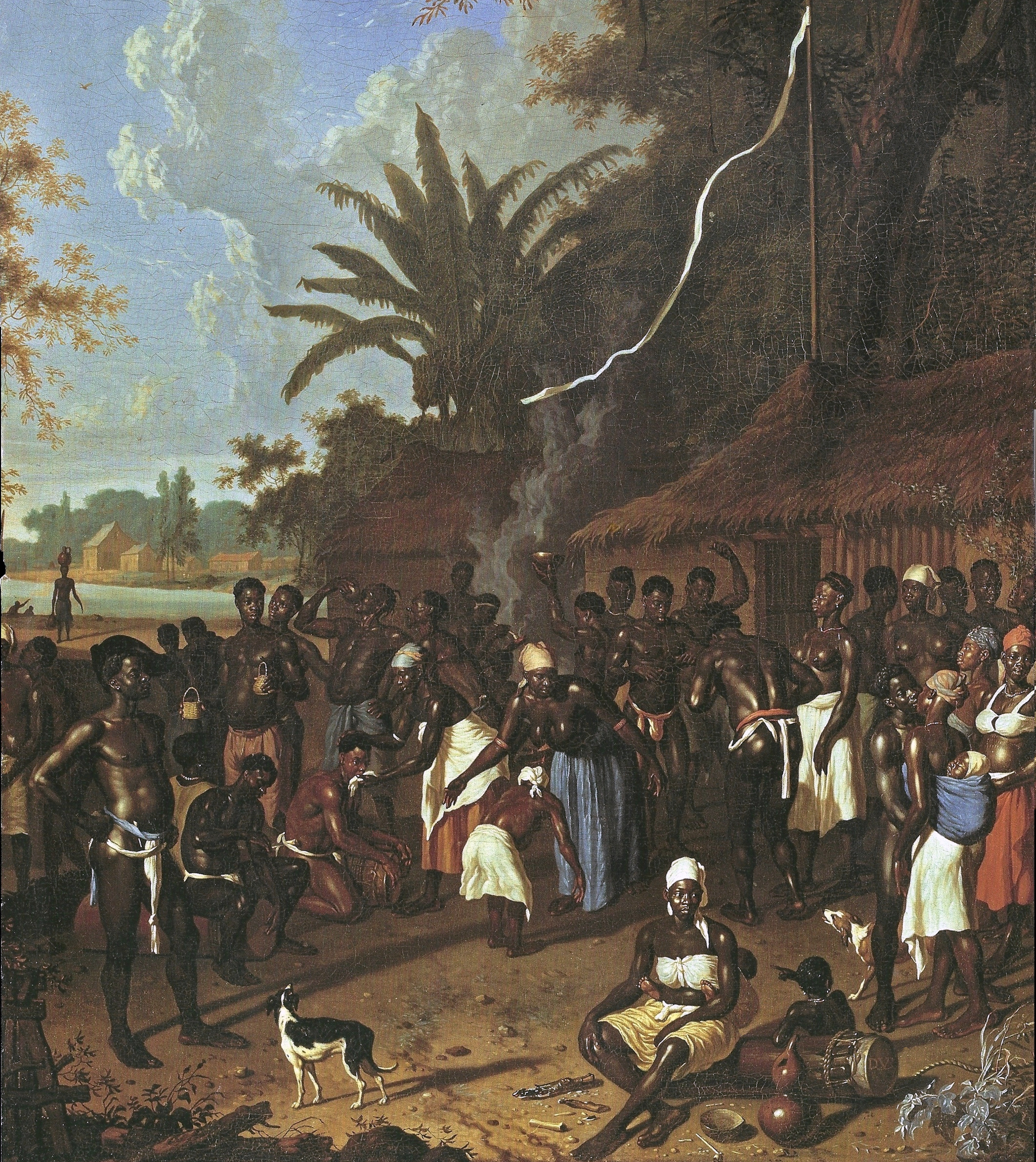
Ritual de dança de pessoas escravizadas em uma plantação de açúcar no Suriname (c. 1706–1708).
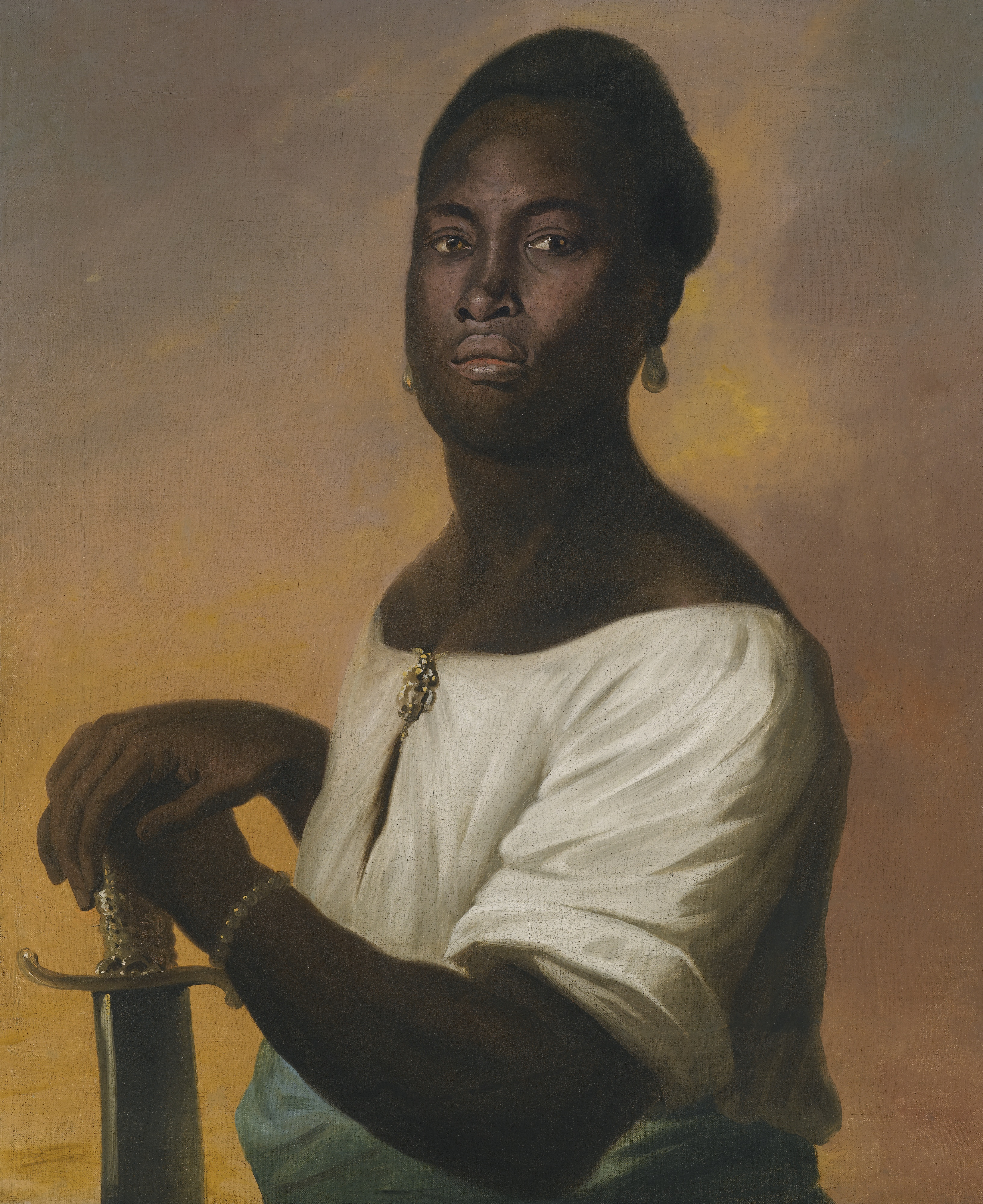
Homem negro com uma espada.
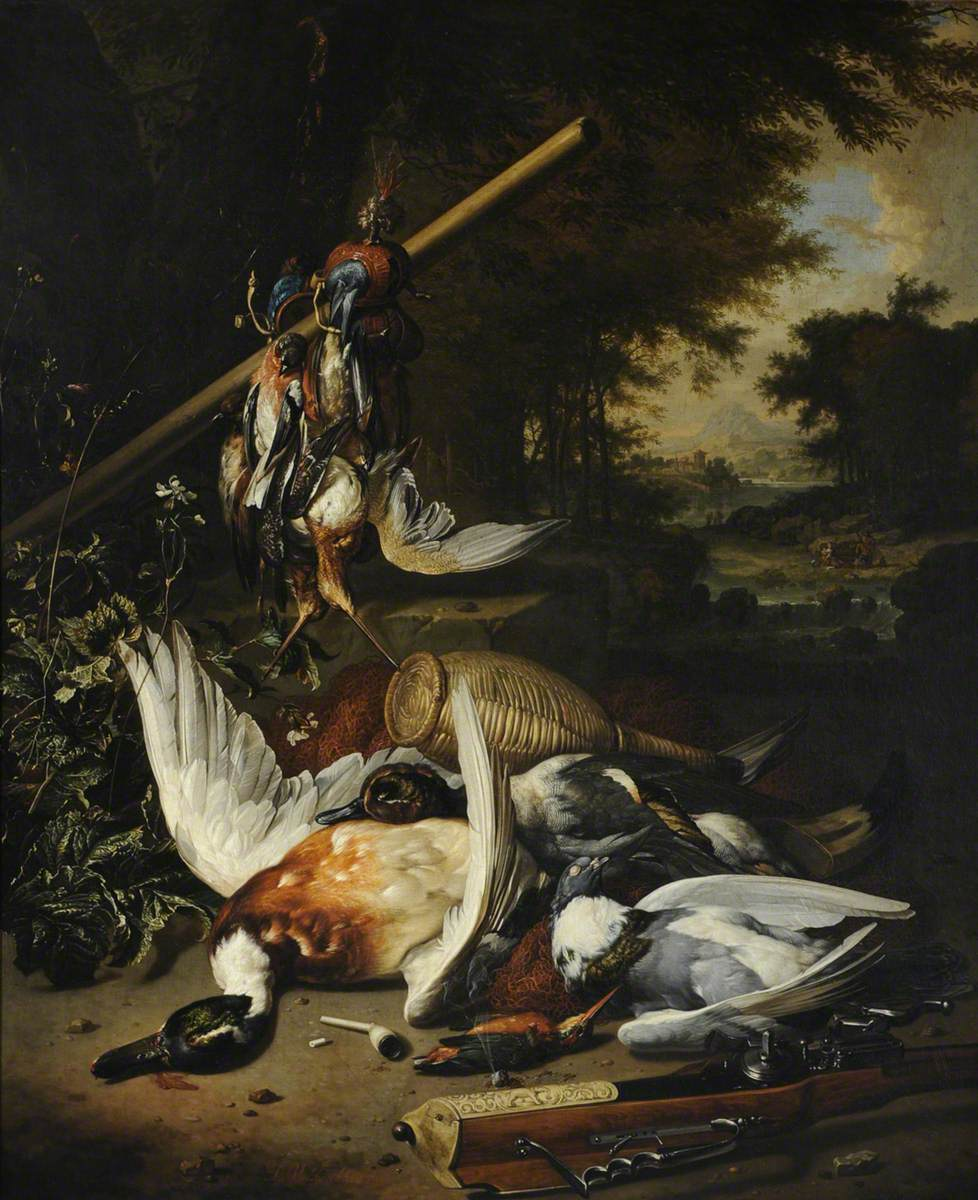
Natureza-morta com animais de caça mortos (1710).